# 相位角 (天文學)

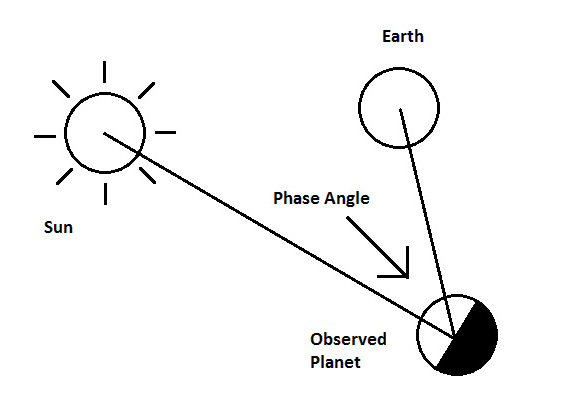
相位角示意圖

观测天文学上的相位角（Phase angle）是指光源入射到天體的光路和天體反射至觀測者光路夾角。在天文觀測上這通常是指太陽－天體－觀測者之間形成的夾角。

## 概要
對於地球的觀測者而言，「太陽－天體－地球」之間的夾角幾乎與「太陽－天體－觀測者」夾角相同，雖然這差異大小取決於视差。而月球觀測時差異最大可達1°，相當於兩個滿月直徑。隨著太空航行的發展，以及從太空中其他地方假設的觀測，讓相位角的觀念不再只限於太陽和地球之間的系統。
相位角這個術語的語源涉及行星相位的概念，因為一個天體的亮度和他顯現的相位是相位角的函數。
相位角的值從0°到180°之間變化。0°時光源、天體和觀測者在同一條線上，而光源和觀測者在天體的同一側。180°則代表天體在觀測者和光源之間，也就是所謂的「衝」。相位角低於90°會產生後向散射，而大於90°則是前向散射 。  
月球（參見月相）、金星和水星從地球觀測時的相位角從0到180°變化。外側行星的相位角範圍較小，例如火星相位角最大約45°。
天體的亮度是相位角的函數值，並且變化通常是平滑的，但在相位角接近0°時會發生 衝日浪（Opposition surge）的光學現象使光度大幅上升。這並不影響氣體巨行星和有明顯大氣層的行星，並且當相位角接近180°時光度會下降。這些亮度與相位角變化的關係可以繪製成相位曲線。

## 外部連結
- Oxford dictionary definition （页面存档备份，存于）